# Microsporum audouinii
Microsporum audouinii (лат.) — антропофильный гриб-аскомицет рода Microsporum. Колонизирует ороговевшие ткани (в первую очередь волосы), вызывая инфекцию. Гриб характеризуется веретенообразными макроконидиями (7—30 × 35—160 мкм), булавовидными микроконидиями (2,5—3,5 × 4—7 мкм), а также ямчатыми или колючими внешними стенками.

## Диагностика
Существует множество различных тестов, позволяющих отличить грибы. Прямая микроскопия с 10 % раствором гидроксида калия выявляет конидии малого и среднего размера с инвазией волос эктотрикса. При мокром монтировании можно обнаружить «гифы в форме ракетки» с небольшим количеством макро- и микроконидий. Гистологическое исследование больных волос показывает расщелины между внутренней оболочкой корня и волосами.
Microsporum audouinii флюоресцирует при исследовании в ультрафиолетовом свете (лампа Вуда). Двумя основными питательными средами, используемыми для тестирования на M. audouinii, являются декстрозный агар Сабуро и картофельно-декстрозный агар. В первом случае рост медленный, спорообразование слабое, большинство штаммов производят несколько абортивных макроконидий и редкие микроконидии. Колонии плоские, плотные, хлопчатобумажные по текстуре, от серовато-белого до красновато-коричневого оттенка. На агаре с картофельной декстрозой колонии белые, шелковистой текстуры, с нижней стороной персикового цвета.
Microsporum audouinii можно отличить от неспорообразующих штаммов аналогичного M. canis путем культивирования на автоклавированном рисе. В этих условиях M. canis обычно дает обильный рост и практически не дает пигментации, тогда как M. audouinii не дает видимого роста и обильно коричневой пигментации на рисовых зернах. ПЦР-дактилоскопия — довольно новый диагностический инструмент для быстрой идентификации этих грибов.

## Патология
Tinea capitis развивается, когда инокулят от другого человека или животного попадает в «поражённую кожу головы», что может произойти, когда обнажается роговой слой кожи. Это может быть связано с травмой кожи головы, тугим заплетением волос или укладкой волос заражёнными инструментами. В целом распространению грибков способствуют бедность, плохая гигиена и перенаселённость.
Как только гриб проник в роговой слой, он продолжает проникать в эпидермис; Затем он попадает в волосяной фолликул, проникает в стержень волоса и растет по длине волоса. Гифы растут дистально, пока не достигают верхних границ зоны кератинизации, где ядросодержащий стержень волоса полностью ороговевает и превращается в твердый безъядерный кератин. Конечный конец растущих гиф образует кольцо (бахрома Адамсона). По мере того, как волосы продолжают расти наружу, гифы выносятся на поверхность (волосистую часть головы) и образуются артроконидии. В конечном итоге из-за механических сил (движения грибов) и кератиназы (химотрипсиноподобного фермента с оптимальной активностью при кислом pH) все больные волосяные фолликулы, за исключением 1-2 мм, ослабевают и отпадают. Остальные волосы имеют характерный темно-серый оттенок из-за челки Адамсона.

## Эпидемиология
Microsporum audouinii вызывает инфекции стригущий лишай головы и тела. Эти поверхностные кожные заболевания обычно встречаются у детей препубертатного возраста (начиная с 6 месяцев) и редко поражают взрослых. Есть несколько причин, по которым дети более восприимчивы к M. audouinii. Основными причинами являются различия в химическом составе и количестве триглицеридов, выделяемых кожным салом волос. В тех случаях, когда содержание триглицеридов в кожном сале снижается, снижается и восприимчивость человека к грибку. Подобные случаи наблюдаются у женщин в постменопаузе, у которых наблюдаются гормональные изменения, которые могут способствовать снижению уровня триглицеридов. Кроме того, повышенное выделение пота, а также присутствие Pityrosporum ovale снижают способность M. audouinii процветать. Pityrosporum ovale — это условно-патогенные липофильные дрожжи, которые являются частью кожной флоры человека у взрослых. В большинстве случаев опоясывающий лишай на голове у взрослых возникает из-за M. audouinii. Существует по крайней мере один предрасполагающий фактор, такой как ослабленный иммунитет (например, сахарный диабет, системная волчанка, трансплантация органов и ВИЧ), местный животный резервуар (например, инфицированное домашнее животное или сельскохозяйственное животное) и гормональные изменения у женщин в постменопаузе.
Tinea capitis встречается в тропических, сельских и пригородных регионах. В XIX и начале XX веков M. audouinii был основным грибом, вызывающим опоясывающий лишай головы в США и Западной Европе. С появлением антимикотических средств его распространенность снизилась. Но в более бедных частях Африки, особенно в Центральной и Западной Африке, M. audouinii остается основным дерматофитом, ответственным за это заболевание.

## Условия роста
Этот гриб часто встречается в почве, богатой ороговевшим материалом. Однако есть и другие факторы, которые могут влиять на его рост, такие как pH, относительная влажность, органический углерод, азот и температура. Microsporum audouinii, по-видимому, предпочитает нейтральный pH в диапазоне 6,8-7,0 и комнатную температуру для роста. Резкое повышение или понижение температуры может замедлить его рост. Microsporum audouinii эффективно утилизирует источники углерода, но самый сильный рост наблюдается у гексоз (глюкозы, маннозы и фруктозы), а самый слабый — у мальтозы, сахарозы, лактоза и галактоза . Он не способен синтезировать витамины тиамин, ниацин и рибофлавин и требует экзогенного поступления этих материалов для поддержания своего роста. Гриб способен использовать только органические источники азота, особенно азот из аргинина и мочевины